# Tipula leucophaea
Tipula leucophaea är en tvåvingeart som beskrevs av Doane 1901. Tipula leucophaea ingår i släktet Tipula och familjen storharkrankar. Inga underarter finns listade i Catalogue of Life.